# 754

## أحداث
- - مبايعة أبو جعفر المنصور خليفة، ثاني خلفاء بني العباس وباني مدينة بغداد.
- - تولي والي الدولة العباسية الأول صالح بن علي العباسي في العصر العباسي الأول.

## وفيات
- عطاء بن السائب
- - أبو العباس السفاح, المؤسس الأول للدولة العباسية.
- أبو مسلم الخراساني